# Ügyirat
Ügyiratnak nevezzük a vállalati, vállalkozási, államigazgatási és egyéb szervezetek, szervek rendeltetésszerű működése, illetve ügyintézése során keletkező iratot, az intézményekhez érkező vagy azok által készített levelet és más műfajú iratot (pl. egyszerű irat, feljegyzés, jegyzőkönyv stb.). Ügyirat továbbá minden irat, amelyet közigazgatási (hatósági) szervhez küldenek beadványként, vagy igazgatási, gazdasági üzleti szerv állít ki belső vagy külső használatra valamely ügyre vonatkozóan. Ugyancsak ügyirat a bíróság rendeltetésszerű működése, illetve ügyintézése során keletkezett, az azonos ügyre vonatkozó papír alapú vagy elektronikus iratok összessége, amelyek az ügyintézés valamennyi szakaszában együtt kezelendők.

## A polgári ügyiratok
A magánszemélyek egymás közötti jogi, üzleti ügyeinek írásos rögzítése (pl. adásvételi szerződés, meghatalmazás.)

### A leggyakrabban használt ügyiratok csoportosítása
1. Egyszerű ügyiratok
  1. nyugta, ellennyugta
  2. bon
  3. elismervény
2. Magánszemélyek levelezése hivatalos szervekkel
  1. önéletrajz
  2. pályázat
  3. egyéb beadványok: kérvény, fellebbezés
3. Állampolgári, hatósági bizonyítványok
  1. személyi igazolvány
  2. útlevél
  3. adóigazolvány
4. Okirat
  1. cégalapító okiratok
  2. iskolai bizonyítványok
5. Közigazgatási szervek, intézmények levelei magánszemélyekhez
  1. munkaszerződés
  2. nyugdíjaztatás
  3. áthelyezés